# Цейский ледник
Це́йский ледни́к (осет. Цъӕйы цъити) — долинный ледник на северном склоне Большого Кавказа, один из больших и наиболее низко опускающихся ледников Кавказа.
Ледник Цей зарождается на обширных снежных и фирновых полях, которые покрывают всю северную часть массива Адай-Хох.
Цейский ледник находится в Северной Осетии и питается главным образом снегами горы Адай-Хох (4408 м). Спускается Цейский ледник до высоты 2200 м над уровнем моря, то есть ниже огромного большинства ледников Кавказа. Длина его вместе с фирновыми полями равняется около 9 км, площадь 9,7 км². В самом низу он довольно узок, а выше сильно расширяется, достигая 1 км в ширину. Стеснённый скалами на высоте 2500 м над уровнем моря, он образует бесчисленное множество трещин и имеет несколько ледопадов, выше же поверхность его делается снова более ровной.
Образуется Цейский ледник из 2 больших и 2 меньших ветвей. Из ледяной арки Цейского ледника вытекает красивая речка Цея (Цейдон), которая течёт с запада на восток по глубокому живописному и покрытому сосновым лесом ущелью. Впадает она в Ардон с левой стороны.
Близ Цейского ледника находятся альпинистские лагеря и турбаза «Осетия», научная станция СКГМИ и метеостанция, а также была гостиница «Горянка» (ныне разрушена, здание в аварийном состоянии, разграблено, восстановлению не подлежит). К леднику проложены две канатные дороги. Горно-климатическая курортная местность — Цей.

## Стихи о леднике
Цейскому леднику и ущелью посвящено немало стихов как именитых авторов (например, «Цейская» Юрия Визбора), так и народных:
Какой прекрасный лагерь Цей, / Здесь много у меня друзей. / И горы рядом — того не скрою. / Лишь только выйдешь за порог, / Перед глазами Адай-Хох, / И серой глыбою «Монах» над головою…
Друг, за чашу благодарствуй,
Небо я держу в руке,
Горный воздух государства
Пью на Цейском леднике.
Здесь хранит сама природа
Явный след былых времён -
Девятнадцатого года
Очистительный озон.
А внизу из труб Садона
Сизый тянется дымок,
Чтоб меня во время оно
Этот холод не увлёк.
Там под крышами, как сетка,
Дождик дышит и дрожит,
И по нитке вагонетка
Чёрной бусиной бежит.
Я присутствую при встрече
Двух времён и двух высот,
И колючий снег на плечи
Старый Цее мне кладет.
Москва, 1983.
Арсений Тарковский